# Сарразен, Жан-Франсуа
Жан Франсуа Сарразен (фр. Jean-François Sarrasin; около 1614, Эрманвиль, Кан, — 5 декабря 1654, Пезенас, Лангедок) — французский поэт.

## Биография
Происходил из франконской семьи, родился в семье казначея Кана, образование получил в родном городе. После окончания учёбы отправился в Париж, где получил определённую известность как стихотворец, но хорошей репутацией из-за своего темперамента не пользовался. Был представлен графу Шавиньи, министру иностранных дел, и по его поручениям совершил ряд дипломатических поездок; перед поездкой в Рим к папе Урбану VIII получил на расходы 4000 ливров, но истратил их со своей любовницей. Несмотря на прощение, зимой 1643/44 годов оставил Шавиньи и отправился в Германию, где пытался добиться благосклонности принцессы Софии, дочери короля Богемии, но безуспешно. После возвращения во Францию сумел жениться на богатой вдове, с которой, однако, вскоре развёлся. В 1648 году с помощью своих связей сумел стать секретарём принца Конти, завоевав в скором времени с его стороны большое расположение и отчасти играя при его дворе роль шута. Умер от отравления при не выясненных до конца обстоятельствах.
Писал сонеты, мадригалы, послания, эпиграммы, различные импровизационные сатирические стихотворения. Лишь немногие из его сочинений были напечатаны при его жизни. Главные произведения: Histoire de siège du Dunkerque (1649), La Conspiration de Valstein (не окончено), S’il faut qu’un jeune homme soit amoureux (диалог), Opinion du nom et du jeu des échecs, La pompe funèbre de Voiture (остроумная шутка в стихах и прозе), Dulot vaincu ou la Défaite des bouts-rimés (поэма). В первый раз его сочинения были изданы в Париже в 1656 году, Nouvelles oeuvres de S. — в 1675 году.